# Große Fruchttauben
Die Großen Fruchttauben (Ducula), gelegentlich auch Imperialtauben genannt, sind eine artenreiche Gattung der Taubenvögel.

## Erscheinungsbild
Die Großen Fruchttauben sind sehr große Tauben. Die kleinsten von ihnen entsprechen in der Körperlänge einer Stadttaube, die größten sind doppelt so groß wie eine Ringeltaube. Ihr Schnabel ist groß und breit, der Schlund ist dehnungsfähig. Die Gefiederfarben der Großen Fruchttauben sind Weiß, Grau, Silber, Rosa und Grün. Viele Arten sind ausgesprochen auffällig gemustert. Insgesamt sind jedoch die Farbtöne immer zart und weich. Bei einigen Arten ist die Wachshaut stark vergrößert. Bei den meisten Arten fehlt ein auffälliger Geschlechtsdimorphismus.
Der Flug ist kraftvoll, wenn auch laute Fluggeräusche für viele Arten typisch sind.

## Verbreitung und Verhalten
Der Verbreitungsschwerpunkt der Großen Fruchttauben ist Neuguinea. Ihr Verbreitungsgebiet erstreckt sich jedoch vom Himalaya über Polynesien und Mikronesien bis nach Australien. Allerdings brüten nur zwei Arten auf dem asiatischen Festland und nur eine Art in Australien. Das Nahrungsspektrum der Großen Fruchttauben umfasst vor allem Früchte. Sie können wegen ihres großen Schnabels und dem dehnungsfähigen Schlund auch große Früchte schlucken, Sie verdauen allerdings nur das Fruchtfleisch. Die Kerne werden wieder ausgeschieden, so dass sie bei der Verbreitung einiger Pflanzenarten eine Rolle spielt.
Eine Reihe der Arten lebt einzeln oder in Paaren. Andere Arten treten vor allem in kleinen Trupps auf. Ihre Lebensweise ist häufig nomadisch. Insbesondere die Inselarten überqueren auch das offene Meer. Große Fruchttauben sind vor allem baumbewohnende Arten.

## Haltung in menschlicher Obhut
Große Fruchttauben spielen trotz des bei vielen Arten sehr attraktiven Gefieders keine große Rolle in der Ziervogelhaltung. Sie benötigen auf Grund ihrer Größe sehr große Volieren und haben hohe Ansprüche an das Futter. In einigen zoologischen Gärten werden jedoch Große Fruchttauben gezeigt. Ihre Haltung hat mit der Einführung großer Tropenhallen zugenommen.

## Arten

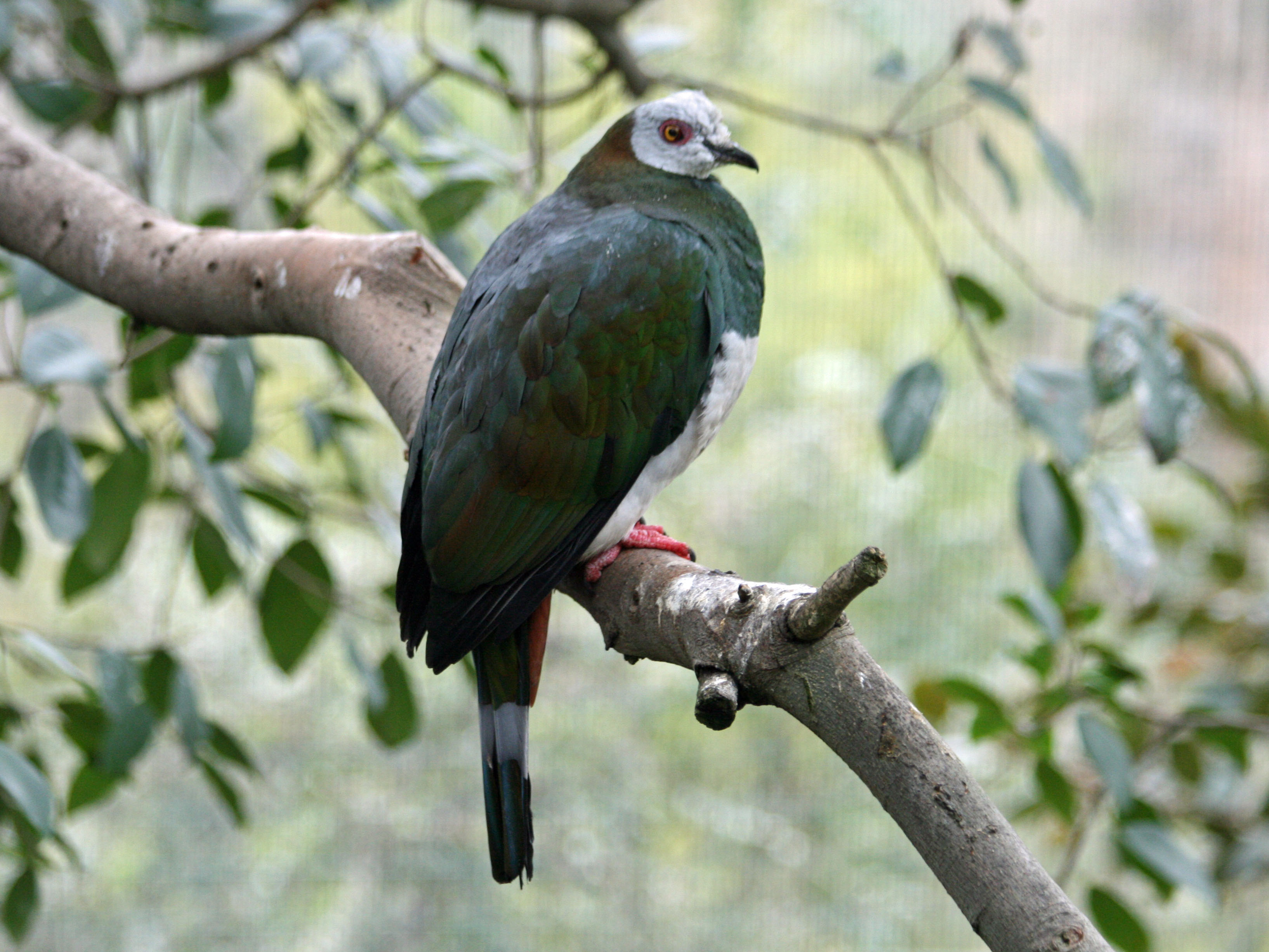
Große Celebes-Fruchttaube

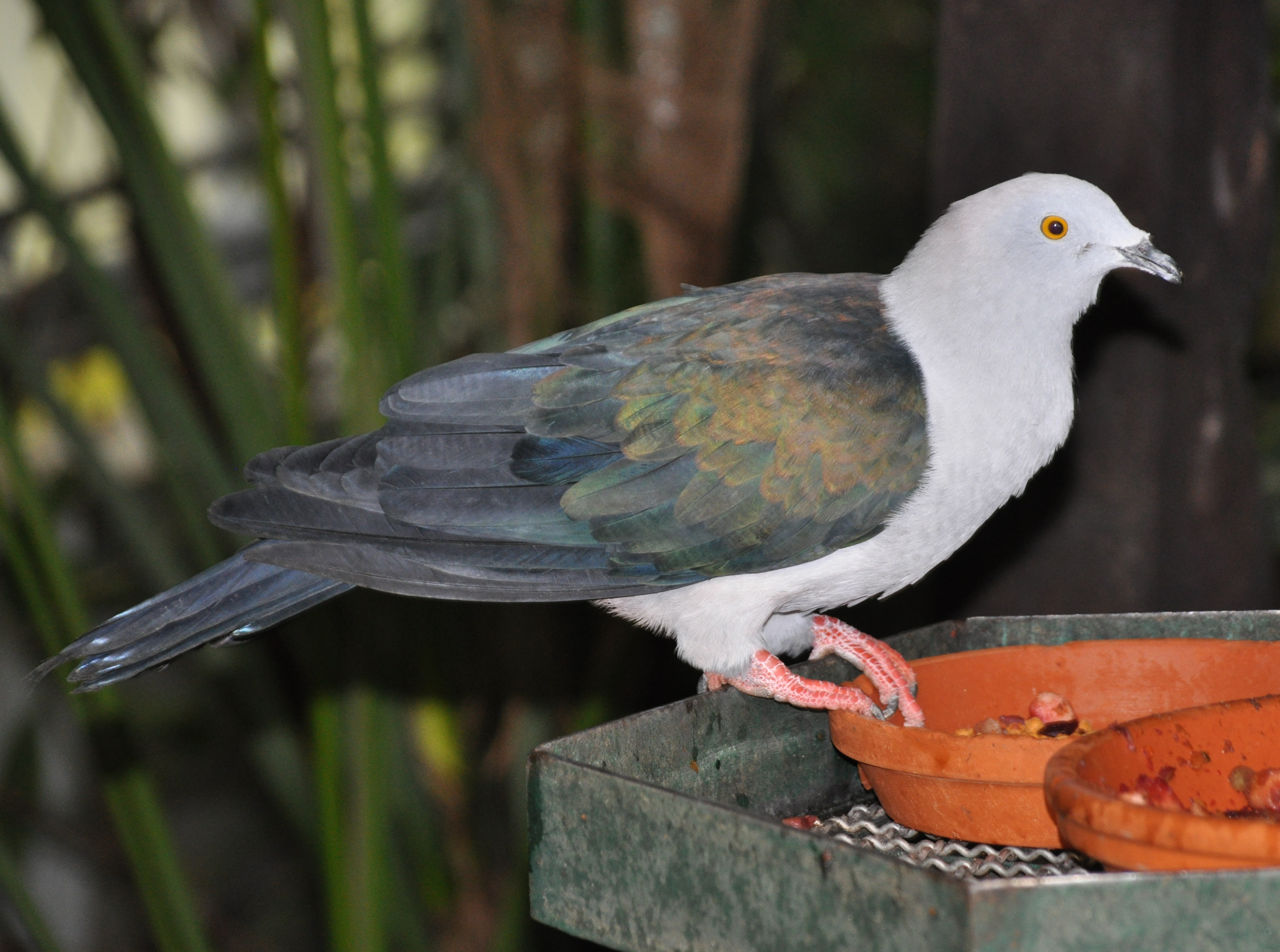
Molukken-Bronzefruchttaube (Ducula concinna)

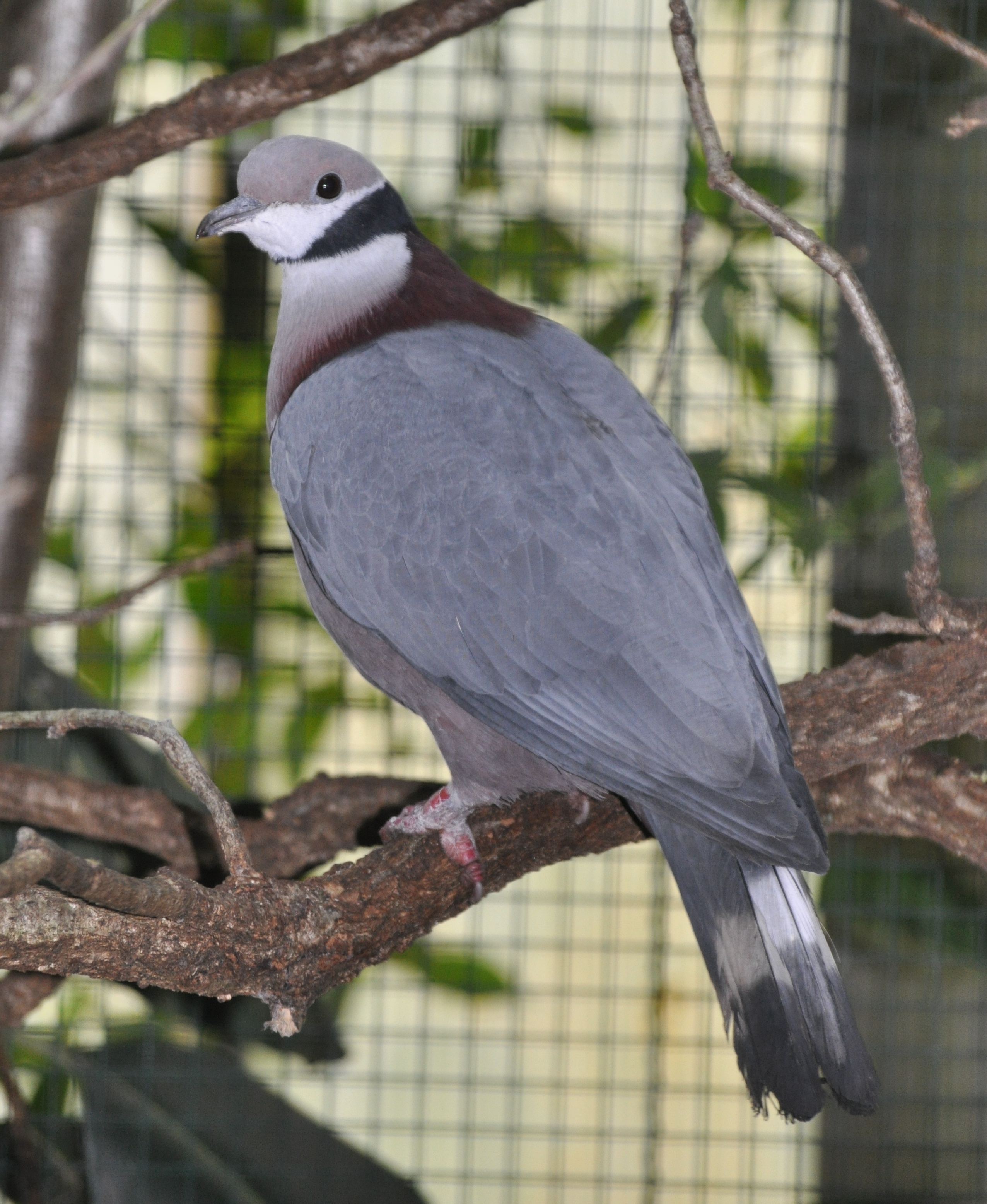
Schwarzkragen-Fruchttaube (Ducula mullerii)

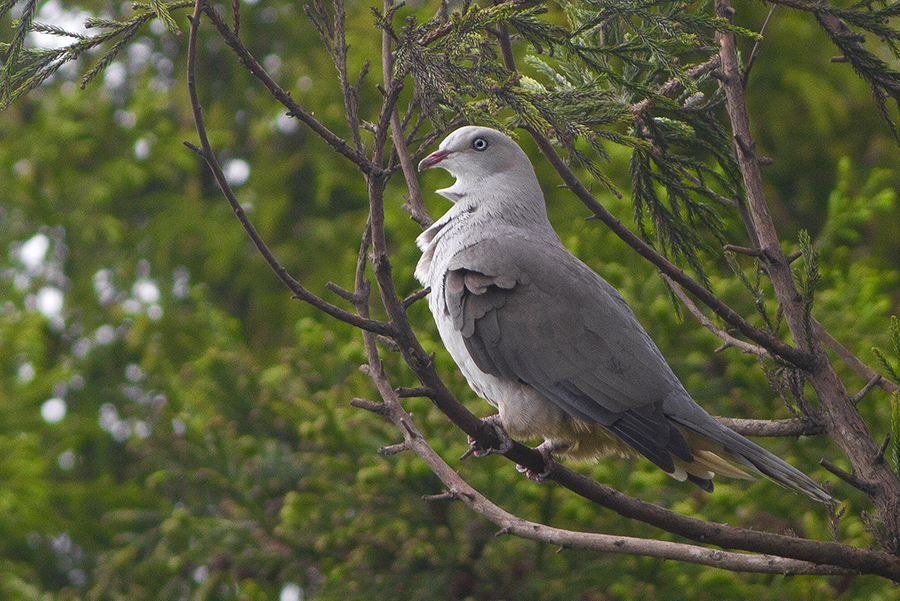
Gebirgsfruchttaube

Folgende Arten werden zu den Großen Fruchttauben gerechnet:
- Graukopf-Fruchttaube (Ducula poliocephala)
- Große Celebes-Fruchttaube (Ducula forsteni)
- Große Mindoro-Fruchttaube (Ducula mindorensis)
- Celebes-Bindenschwanz-Fruchttaube (Ducula radiata)
- Gefleckte Fruchttaube (Ducula carola)
- Bronzefruchttaube (Ducula aenea)
- Weißaugen-Fruchttaube (Ducula perspicillata)
- Molukken-Bronzefruchttaube (Ducula concinna)
- Tongafruchttaube (Ducula pacifica)
- Karolinen-Fruchttaube (Ducula oceanica)
- Tahiti-Fruchttaube (Ducula aurorae)
- Marquesas-Fruchttaube (Ducula galeata)
- Rotwarzen-Fruchttaube (Ducula rubricera)
- Schwarzkopf-Fruchttaube (Ducula myristicivora)
- Graue Fruchttaube (Ducula pistrinaria)
- Dunkle Fruchttaube (Ducula whartoni)
- Sundafruchttaube (Ducula rosacea)
- Graue Inselfruchttaube (Ducula pickeringii)
- Halmahera-Fruchttaube (Ducula basilica)
- Rotschwanz-Fruchttaube (Ducula rufigaster)
- Finsch-Fruchttaube (Ducula finschii)
- Rotbauch-Bergfruchttaube (Ducula chalconota)
- Peales-Fruchttaube (Ducula latrans)
- Braunbauch-Fruchttaube (Ducula brenchleyi)
- Baker-Fruchttaube (Ducula bakeri)
- Riesenfruchttaube (Ducula goliath)
- Nacktaugen-Fruchttaube (Ducula pinon)
- Schwarze Fruchttaube (Ducula melanochroa)
- Schwarzkragen-Fruchttaube (Ducula mullerii)
- Gebänderte Fruchttaube (Ducula zoeae)
- Gebirgsfruchttaube (Ducula badia)
- Schwarzrücken-Fruchttaube (Ducula lacernulata)
- Schieferrücken-Fruchttaube (Ducula cineracea)
- Zweifarben-Fruchttaube (Ducula bicolor)
- Elsterfruchttaube (Ducula luctuosa)
- Fleckenfruchttaube (Ducula spilorrhoa)
- Gelbe Kaiserfruchttaube (Ducula subflavescens)
- Ducula harrisoni, ausgestorben
- Ducula lakeba, ausgestorben
- Ducula david, ausgestorben
- Ducula shutleri, ausgestorben

## Belege